# Ryder Skye
Ryder Skye (Los Angeles, Kalifornia, 1983. október 13. –) amerikai pornószínésznő, színésznő.

## Élete és pályafutása
A felnőtt szórakoztatóiparba saját bevallása szerint „váratlanul” került bele. Hollywoodban sztriptíztáncosként dolgozott. A Wicked Pictures és a Sex Z Picturesnek eladott filmekben szerepelt. Színészként is aktív, például Roxy DeVille és Gilles Marini színésszel szerepelt egy televíziós sorozatban.

## Válogatott filmográfia
| - 2013 Chanel Preston's Secret Lesbian Tendencies - 2013 Rookie Swingers - 2007 Lena's Tickling Vendetta - 2007 Iron Head 9 - 2007 Get Reel - 2007 Pussyman's Foot Festival 3 - 2007 Minority Rules 3 - 2007 Manaconda - 2007 MILFs and Their Toys | - 2010 Not Really.. The Dukes of Hazzard: A Hardcore Parody - 2010 This Ain't Charmed XXX - 2010 Bound by Tape - 2010 Chica Chica Bang Bang - 2010 CFNM: Boss'd Around! - 2010 Registered Nurse 3 - 2010 Studio 69 - 2010 Self Service 2 |